# Ina Liljeqvist
Regina (Ina) Maria Liljeqvist, née le 7 septembre 1849 à Oulu (Finlande) et morte le 6 février 1950 dans cette même ville, est une photographe finlandaise.